# Cheyenne (rivier)
De Cheyenne (Engels: Cheyenne River of Chyone River; Lakota: Wakpá Wašté) is een zijrivier van de Missouri in de Amerikaanse staten Wyoming en South Dakota. De rivier begint bij de samenvloeiing van Antelope Creek en Dry Fork Creek en stroomt ten zuiden van de Black Hills. Ten oosten van het gebergte voegen Rapid Creek, de Belle Fourche en Cherry Creek zich bij de Cheyenne. De rivier mondt uit in Lake Oahe, een stuwmeer in de Missouri River, en is daarmee zo'n 475 km lang. 
Het bekken van de rivier meet 62.800 km² en bestaat voornamelijk uit grasland (62,8%), kreupelhout (16,3%) en bos (11,9%). De Cheyenne baant zich een weg door verschillende beschermde natuurgebieden, zoals Thunder Basin National Grassland, Buffalo Gap National Grassland en Badlands National Park.
De waterloop is vernoemd naar de Cheyenne, een indianenvolk uit de streek.